# IC 1352
IC 1352 ist eine Galaxie vom Hubble-Typ S im Sternbild Wassermann.
Das Objekt wurde am 5. August 1891 von dem Astronomen Stéphane Javelle entdeckt.